# Rahman Gumbo
Rahman Gumbo (Rodesia del Sur, 18 de noviembre de 1963-Francistown, Botsuana, 10 de noviembre de 2023) fue un futbolista y entrenador de fútbol zimbabuense que jugó en la posición de centrocampista.

## Carrera

### Club
Jugó toda su carrera con el Highlanders FC de 1987 a 1995, con el que fue campeón nacional en dos ocasiones, ganó una copa nacional, dos trofeos de independencia y otros.

### Selección nacional
Jugó para Zimbabue en seis ocasiones de 1992 a 1993 y anotó dos goles.

### Entrenador
| Periodo   | Club                  |
| --------- | --------------------- |
| 2004      | Zimbabue              |
| 2011–2012 | FC Platinum           |
| 2012      | Zimbabue              |
| 2014–2016 | Gaborone United       |
| 2017      | Chicken Inn FC        |
| 2018–2019 | Witbank Spurs FC      |
| 2019      | Zimbabue              |
| 2019–2021 | TelOne FC             |
| 2021–2022 | Sua Flamingoes FC     |
| 2022      | Botsuana              |
| 2023      | Moropule Wanderers FC |

## Muerte
Rahman Gumbo murió el 10 de noviembre de 2023 en un hospital en Francistown aparentemente de un ataque cardíaco a los 59 años.

## Logros

### Jugador
- Liga Premier de Zimbabue (2): 1990, 1993
- Copa de Zimbabue (1): 1990
- Trofeo Independencia de Zimbabue (2): 1988, 1991
- Copa Chibuku (1): 1989

### Entrenador
- Copa Mascom Top 8 (1): 2015